# Carl Bassenge
Carl Bassenge (* 25. November 1822 in Glogau; † 7. November 1890 in Hirschberg) war ein deutscher Richter, Abgeordneter und Kommunalbeamter.

## Leben
Carl Bassenge war einer der Söhne des preußischen Landrats Ludwig Wilhelm Bassenge. Er studierte ab 1843 Rechtswissenschaften an den Universitäten Halle und Berlin. 1844 wurde er Mitglied des Corps Borussia Halle. Nach dem Studium wurde er 1846 Auskultator und 1851 Assessor. 1852 zum Kreisrichter ernannt und 1855 in gleicher Funktion nach Lauban versetzt. 1862 wurde er im Wahlkreis Liegnitz 8 als Abgeordneter der Deutschen Fortschrittspartei in das Preußische Abgeordnetenhaus gewählt. Bei den drei folgenden Wahlen wurde er wiedergewählt. Wegen oppositioneller Haltung im Abgeordnetenhaus wurde er 1865 durch den Disziplinarsenat des Preußischen Obertribunals nach Tremessen versetzt. 1868 legte er sein Mandat nieder, nahm seinen Abschied aus dem Justizdienst und trat zur Kommunalverwaltung über. 1869 wurde er Beigeordneter in Nordhausen. 1874 wurde er zum Ersten Bürgermeister von Hirschberg gewählt. Bassenge war der erste Vorsitzende des 1880 gegründeten Riesengebirgsvereins. Der Richter und Parlamentarier Lothar Bassenge war sein älterer Bruder.